# 卡米爾·塞梅紐克
卡米爾·塞梅紐克（波蘭語：Kamil Semeniuk；1996年7月16日—）是一名波蘭排球運動員，司职主攻。他是波蘭國家男子排球隊的一員，曾參加過2020年東京奧運會、獲得了CEV冠軍聯賽冠軍(2021、2022)，亦曾三度獲得波蘭男子排球聯賽(PlusLiga)冠軍(2016、2017、2022)。目前效力的球隊為義大利排球聯賽的佩魯賈排球。

## 排球生涯
塞梅紐克於2015年加入ZAKSA肯傑任科茲萊的成人隊伍，並首次在PlusLiga首次上場。

## 體育成就

### 俱樂部
- CEV冠軍聯賽
  -  2020/2021 – 與ZAKSA肯傑任科茲萊
  -  2021/2022 – 與ZAKSA肯傑任科茲萊[5]
  -  2024/2025 – 與佩魯賈排球

- 世界男排俱樂部錦標賽
  -  貝廷 2022 – 與佩魯賈排球
  -  邦加羅爾 2023 – 與佩魯賈排球

- 國內聯賽
  - 2015/2016  PlusLiga，與ZAKSA肯傑任科茲萊
  - 2016/2017  波蘭排球盃，與ZAKSA肯傑任科茲萊
  - 2016/2017  PlusLiga，與ZAKSA肯傑任科茲萊
  - 2019/2020  波蘭排球超級盃，與ZAKSA肯傑任科茲萊
  - 2020/2021  波蘭排球超級盃，與ZAKSA肯傑任科茲萊
  - 2020/2021  波蘭排球盃，與ZAKSA肯傑任科茲萊
  - 2021/2022  波蘭排球盃，與ZAKSA肯傑任科茲萊
  - 2021/2022  PlusLiga，與ZAKSA肯傑任科茲萊
  - 2022/2023  義大利排球超級盃，與佩魯賈排球
  - 2023/2024  義大利排球超級盃，與佩魯賈排球
  - 2023/2024  義大利排球盃，與佩魯賈排球
  - 2023/2024  義大利排球聯賽，與佩魯賈排球

### 世界大學運動會
- 2019  夏季世界大學運動會排球比賽

### 個人獎項
- 2021年： 波蘭盃 – 最有價值球員[6]
- 2022年： CEV冠軍聯賽 – 最有價值球員
- 2022年： 世界男子排球錦標賽 – 最佳主攻手
- 2022年： CEV – 年度男子排球選手[7]

## 外部連結
- Player profile在歐洲排球聯合會
- Player profile[] at PlusLiga.pl （波蘭語）
- Player profile （页面存档备份，存于） at Volleybox.net

| 獎項                                 | 獎項                                                      | 獎項        |
| ------------------------------------ | --------------------------------------------------------- | ----------- |
| 前任： 米扎爾·庫比亞克 道格拉斯·索薩 | FIVB世界排球錦標賽 最佳主攻手 2022 與 約安迪·萊亞共同獲獎 | 繼任： 現任 |